# 戴维·帕斯夸卢奇
戴维·帕斯夸卢奇（義大利語：David Pasqualucci，1996年6月27日—），生于弗拉斯卡蒂，成长于真扎诺，意大利男子射箭运动员。

## 生平
戴维的父亲是意大利人，母亲是泰国人。他在大约8至9岁的时候，开始对射箭感兴趣，希望父亲能够让他试试这项运动。他的一半的亚洲血统令他在射箭方面展现出先天性的优势。他在2010年时加入了国家青年队，2014年时加入成年国家队。他的教练是Fabio Pivari和2000年悉尼奥运奖牌得主Wietse van Alten，其中他和后者是在2012年起开始合作的。